# Cortinarius sclerospermus
Cortinarius sclerospermus är en svampart som beskrevs av Peintner & M.M. Moser 2002. Cortinarius sclerospermus ingår i släktet Cortinarius och familjen spindlingar.   Inga underarter finns listade i Catalogue of Life.